# Kráľová nad Váhom
Kráľová nad Váhom (em húngaro: Vágkirályfa) é um município da Eslováquia, situado no distrito de Šaľa, na região de Nitra. Tem 9,51 km² de área e sua população em 2018 foi estimada em 1.815 habitantes.

## Demografia
| Ano:        | 1994 | 2004   | 2014   | 2024   |
| ----------- | ---- | ------ | ------ | ------ |
| Broj ljudi: | 1498 | 1574   | 1724   | 1857   |
| Razlika:    |      | +5,07% | +9,52% | +7,71% |

| Ano:               | 2023 | 2024   |
| ------------------ | ---- | ------ |
| Número de pessoas: | 1863 | 1857   |
| Diferença:         |      | -0,32% |